# 국부기념관역
국부기념관역(중국어 정체자: 國父紀念館站, 병음: Guófù Jìniànguǎn zhàn)은 중화민국 타이베이시 신이 구에 있는 타이베이 첩운 반난선의 역이다.

## 구조
| 지면     | 출입구                 | 출입구                                                |
| 지하 1층 |                        | 역 홀, 문의종심                                       |
| 지하 1층 | 화장실（유료 존 에서） |                                                       |
| 지하 2층 | 1호 프랫폼             | ←타이베이 첩운 반난선 난강전람관방면（타이베이시청）  |
| 지하 2층 | 섬식 승강장            |                                                       |
| 지하 2층 | 2호 프랫폼             | 타이베이 첩운 반난선 딩푸/야둥병원방면（중샤오둔화）→ |

|  |  |